# XI Międzynarodowe Spadochronowe Mistrzostwa Polski w Akrobacji Zespołowej RW-4 Ostrów Wielkopolski 2003
 XI Międzynarodowe Spadochronowe Mistrzostwa Polski w Akrobacji Zespołowej RW-4 Ostrów Wielkopolski 2003 – odbyły 22–24 sierpnia 2003 na lotnisku Ostrów Wielkopolski-Michałków. Gospodarzem Mistrzostw był Aeroklub Ostrowski i Pyrlandia Boogie, a organizatorem Aeroklub Ostrowski, Pyrlandia Boogie i Aeroklub Polski. Do dyspozycji skoczków był samolot An-28 Skytruck. Skoki wykonywano z wysokości 3 050 metrów (10 000 stóp) i opóźnieniem 35 sekund. Wykonano 6 kolejek skoków.

## Rozegrane kategorie
Mistrzostwa rozegrano w jednej kategorii:
- Akrobacja zespołowa RW-4.

## Kierownictwo Mistrzostw
- Dyrektor Mistrzostw – Tadeusz Malarczyk (Dyrektor Aeroklubu Ostrowskiego)
- Sędzia Główny – Ryszard Koczorowski.

Źródło: 

## Medaliści
Medalistów XI Międzynarodowych Spadochronowych Mistrzostw Polski w Akrobacji Zespołowej RW-4 Ostrów Wielkopolski 2003 podano za: Lidia Kosk: Wyniki Mistrzostw Polski w Formation Skydiving, lata 1989–2014. [dostęp 2021-02-08]. (pol.).
| Konkurencja              | Złoto    | Srebro          | Brąz               |
| Akrobacja zespołowa RW-4 | UN4GIVEN | OSSWR Bydgoszcz | SPEIDERS Prostejov |

## Wyniki
Wyniki Uczestników XI Międzynarodowych Spadochronowych Mistrzostw Polski w Akrobacji Zespołowej RW-4 Ostrów Wielkopolski 2003 podano za: Jan Isielenis, Archiwum Sekcji Spadochronowej Aeroklubu Gliwickiego, 2003. Brak numerów stron w książce
W Mistrzostwach brało udział 30 zawodników reprezentujących 5 zespołów  i 1 z  Czechy.
| Klasyfikacja – Akrobacja zespołowa RW-4 | Klasyfikacja – Akrobacja zespołowa RW-4                                                                                            | Klasyfikacja – Akrobacja zespołowa RW-4 | Klasyfikacja – Akrobacja zespołowa RW-4 | Klasyfikacja – Akrobacja zespołowa RW-4 | Klasyfikacja – Akrobacja zespołowa RW-4 | Klasyfikacja – Akrobacja zespołowa RW-4 | Klasyfikacja – Akrobacja zespołowa RW-4 | Klasyfikacja – Akrobacja zespołowa RW-4 |
| --------------------------------------- | --- | --------------------------------------- | --------------------------------------- | --------------------------------------- | --------------------------------------- | --------------------------------------- | --------------------------------------- | --------------------------------------- |
| Miejsce                                 | Drużyna | Kolejka                                 | Kolejka                                 | Kolejka                                 | Kolejka                                 | Kolejka                                 | Kolejka                                 | Razem                                   |
| Miejsce                                 | Drużyna | I                                       | II                                      | II                                      | IV                                      | V                                       | VI                                      | Razem                                   |
| 1                                       | UN4GIVEN Arkadiusz Bienias, Maciej Tracewski, Dawid Wiśniewski, Sebastian Dratwa, Marek Nowakowski, (Bartosz Staśkiewicz) (kamera) | 8                                       | 10                                      | 12                                      | 3                                       | 8                                       | 10                                      | 51                                      |
| 2                                       | OSSWR Bydgoszcz Andrzej Lamach, Mirosław Wojtania, Piotr Augustyniak, Piotr Błażewicz, Dariusz Kapela (kamera                      | 6                                       | 7                                       | 10                                      | 8                                       | 7                                       | 8                                       | 46                                      |
| 3                                       | SPEIDERS Prostejov Tomaš Trunečka, Helena Tomanova, Jiří Tomańia, Josef Hlavačka, Jan Hlavačka (kamera)                            | 7                                       | 6                                       | 8                                       | 6                                       | 6                                       | 8                                       | 41                                      |
| 4                                       | VAMA TEAM Wadim Krzyżaniak, Konrad Wójcik, Jacek Posyniak, Janusz Garnys, Piotr Walasek (kamera)                                   | 7                                       | 6                                       | 8                                       | 4                                       | 7                                       | 6                                       | 32                                      |
| 5–6                                     | PSS WILD STREAM Cezary Bołdak, Seweryn Bołdak, Grzegorz Jankiewicz, Tomasz Ignaczak, Tomasz Lulewicz (kamera)                      | 7                                       | 4                                       | 5                                       | 4                                       | 4                                       | 5                                       | 29                                      |
| 5–6                                     | 6BPD/WKS Wawel Marcin Bielecki, Stanisław Gruszka, Piotr Gądek, Mariusz Nowak, Rafał Zgierski                                      | 4                                       | 6                                       | 4                                       | 4                                       | 6                                       | 5                                       | 29                                      |